# Марияна Кацарова
Марияна Кацарова е журналист, правозащитник и международен експерт по правата на човека. През 2006 г. тя основава в Лондон международната правозащитна организация RAW in WAR (Reach All Women in War) – „Да достигнем до всяка жена във война“, която ежегодно връчва наградата „Анна Политковская“, на жени-правозащитнички от конфликтни зони, които като Анна защитават жертвите на тези конфликти с цената на голям личен риск.

## Биография
Марияна Кацарова е родена в София. Тя завършва журналистика в Софийския университет и в Колумбийския университет в Ню Йорк и специализира международно право в Лондонското училище по икономика (LSE), Женевската академия за международно хуманитарно право и права на човека и лидерство в бизнес училището на Оксфордския университет. През 1989 г. Марияна Кацарова е един от основателите на първия свободен, десен вестник в България – „Демокрация“.
Работила е за Амнести интернешънъл в Лондон, за Адвокатския комитет по правата на човека в Ню Йорк, за Организацията за сигурност и сътрудничество в Европа във Варшава, за Европейската банка за възстановяване и развитие в Лондон. Била е съветник на Върховния комисар на ООН по правата на човека в Женева по въпроса за трафика на хора и робството. По време на войната в Източна Украйна, две години прекарва в Донецк, където води наблюдателната мисия на ООН по правата на човека.
От 2001 г. насам, Марияна Кацарова и основаната от нея организация, Фондация „Общество за Справедливост“, организира в България ежегодната кампания „V-Day“ и „One Billion Rising“ – „Един милиард се изправят – срещу насилието над жени и момичета“.